# تاي كارتر
تاي كارتر (بالإنجليزية: Ty Carter)‏ هو عسكري أمريكي، ولد في 25 يناير 1980 في سبوكين في الولايات المتحدة.